# Luuk Folkerts
Luuk Folkerts (1963) is een Nederlands natuurkundige en politicus namens de Partij voor de Dieren.

## Biografie
Folkerts is werkzaam bij Ecofys, een internationaal adviesbureau voor milieu en duurzaamheid. Hij was eerder penningmeester van de Partij voor de Dieren en was kandidaat voor de Provinciale Statenverkiezingen in de provincie Utrecht in 2007 en voor de Tweede Kamerverkiezingen 2010. Per 28 november 2010 werd hij partijvoorzitter van de Partij voor de Dieren, als opvolger van toenmalig Tweede Kamer fractievoorzitter Marianne Thieme, die haar functie als partijvoorzitter neerlegde wegens de toename van het ledenaantal van haar partij. Hij vervulde die functie tot april 2015.
Sinds april 2017 is hij Statenlid voor de Partij van de Dieren in Overijssel. In 2019 werd hij als lijsttrekker met 7475 voorkeurstemmen herkozen, in 2023 met 8314 stemmen.
Voor de Tweede Kamerverkiezingen van 2021 stond Folkerts op plek 35 van de PvdD-kandidatenlijst.
Folkerts heeft aangekondigd op 8 november 2023 afscheid te nemen van de Provinciale Staten, en zijn partij rond die periode te verlaten. Hij stelde dat zijn overtuiging weg is, omdat de partij zich te weinig focust op dieren, natuur en milieu.